# Pyrausta horatius
Pyrausta horatius is een vlinder van de familie van de grasmotten (Crambidae). De wetenschappelijke naam van deze soort is voor het eerst voorgesteld als Botys horatius door Arthur Gardiner Butler in een publicatie uit 1886.
De soort komt voor in Fiji.